# بادییو د لا سیرا

بادییو د لا سیرا دهستانی در استان آبیلای اسپانیا است.
در این دهستان ۱۳۸ نفر زندگی می‌کنند. مساحت این دهستان ۴۶٫۱۳ کیلومتر مربع است.